# Mikroregion Tijucas

Mikroregion Tijucas

Mikroregion Tijucas – mikroregion w brazylijskim stanie Santa Catarina należący do mezoregionu Grande Florianópolis. Ma powierzchnię 3 192,3 km²

## Gminy
- Angelina
- Canelinha
- Leoberto Leal
- Major Gercino
- Nova Trento
- São João Batista
- Tijucas